# Gantts Quarry
Gantts Quarry é uma cidade  localizada no estado americano de Alabama, no Condado de Talladega.

## Demografia
Segundo o censo americano de 2000, a sua população era de 0 habitantes.

## Geografia
De acordo com o United States Census Bureau, a localidade tem uma área de 0,9 km², sem área coberta por água.

## Localidades na vizinhança
O diagrama seguinte representa as localidades num raio de 16 km ao redor de Gantts Quarry.